# Alexander Keirincx

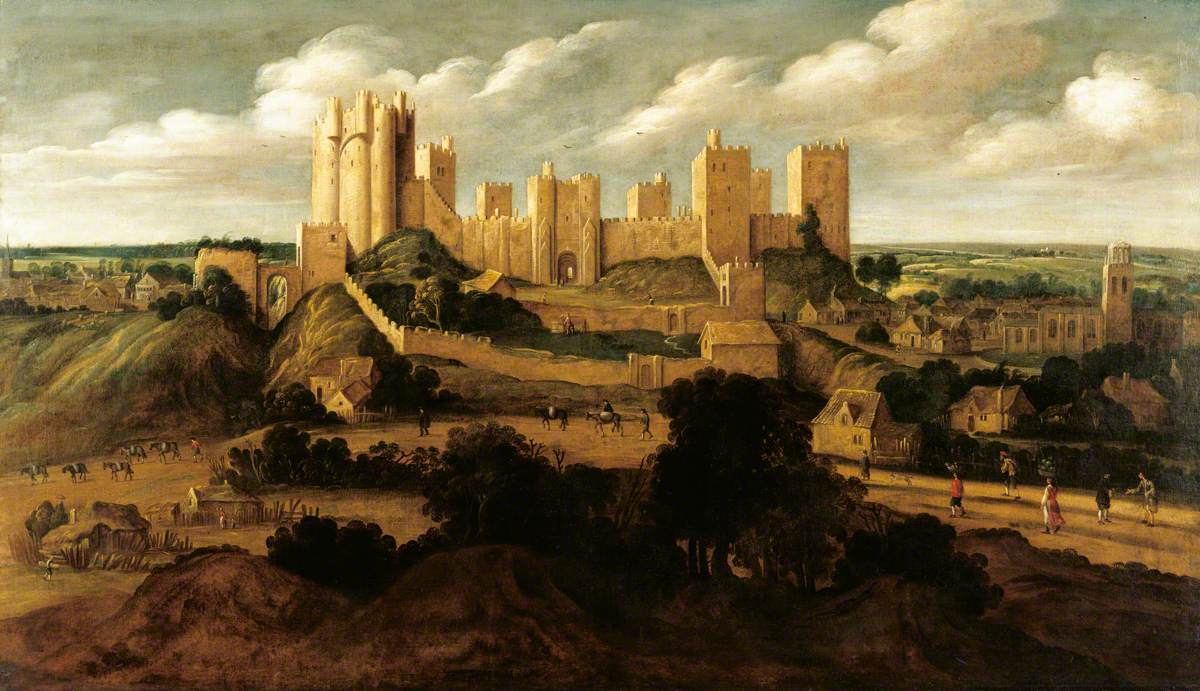
Castelo Pontefract em Pontefract, West Yorkshire (Inglaterra), ca. 1640.

Alexander Keirincx (Antuérpia, 23 de janeiro, 1600 – Amsterdam, 1652) foi um pintor flamengo do Barroco que viveu em Utrecht e depois em Amsterdam, na República das Sete Províncias Unidas dos Países Baixos. Tornou-se mestre na Guilda de São Lucas em 1619, e, como seu professor, Abraham Govaerts, especializou-se inicialmente em pinturas de paisagens de florestas para gabinetes, à moda de Jan Brueghel, o Velho e Gillis van Coninxloo. Também como Govaerts, as primeiras obras de Keirincx mostram assuntos mitológicos, históricos e bíblicos dentro de um estilo Maneirista emoldurado por árvores (repoussoir). Contudo, durante os anos de 1620 e 1630, suas paisagens tornaram-se cada vez mais naturalistas, influenciadas pelo tonalismo holandês de Pieter de Molyn, Jan van Goyen e outros.
Este na Inglaterra para trabalhar em uma série de dez pinturas de paisagens, encomendadas por Carlos I de Inglaterra, principalmente vistas dos castelos do rei no norte da Inglaterra e Escócia. A importância dessa série e seu impacto na pintura posterior da Grã-Bretanha é difícil de ser subestimada, visto que Keirincx combinava a estética da tradição da pintura de paisagens com o gosto pelo detalhe e pelas vistas topográficas. São seus os primeiros retratos de casas, que se tornaram uma moda bem-estabelecida na pintura britânica no final do século XVII, com Jan Siberechts e Jan Griffier, o Velho.